# Николаев, Эдуард Константинович
Эдуа́рд Константи́нович Никола́ев (24 сентября 1935, Свердловск — 26 ноября 2010, Екатеринбург) — анестезиолог-реаниматолог, учёный, педагог, доктор медицинских наук (1974), профессор (1975), Заслуженный деятель науки РФ (1999).

## Биография
Родился в семье студента Уральского индустриального института, будущего партийного и государственного руководителя, члена ЦК КПСС, первого секретаря Свердловского обкома КПСС К. К. Николаева.
В 1959 г. окончил Свердловский государственный медицинский институт. С 1959 г. — хирург, с 1963 г. — анестезиолог Свердловской городской клинической больницы скорой медицинской помощи. С 1964 г. — в Свердловском государственном медицинском институте/Уральской государственной медицинской академии: доцент кафедры госпитальной хирургии, с 1966 г. — декан факультета усовершенствования врачей, с 1972 г. — проректор по научной работе, с 1974 г. — заведующий кафедрой анестезиологии и реаниматологии, с 2005 г. — профессор этой кафедры.
Основатель службы анестезиологии и реаниматологии Свердловской области. Инициатор и организатор первого на Урале и одного из первых в СССР отделения анестезиологии и реанимации в Свердловской городской клинической больнице скорой медицинской помощи (1963). Организатор одной из первых в вузах СССР кафедры анестезиологии и реаниматологии (1974). Один из инициаторов создания Территориального центра медицины катастроф Свердловской области (1993). Под его научным руководством в Екатеринбурге освоено производство аппаратов искусственной вентиляции легких, дефибриллятора синхронизируемого для лечения мерцательной аритмии. Член Европейской академии анестезиологии.
Член правлений Всесоюзного и Всероссийского научных обществ анестезиологов и реаниматологов, почетный член Федерации анестезиологов-реаниматологов России. Председатель Свердловского областного научно-медицинского общества анестезиологов и реаниматологов (1969—2007). Член проблемной комиссии РАМН «Научные основы реаниматологии». Член редколлегий журналов «Анестезиология и реаниматология», «Вестник интенсивной терапии», «Проблемы интенсивной терапии».
Основатель уральской школы анестезиологов-реаниматологов. Подготовил 31 кандидата и 7 докторов медицинских наук.
Автор 250 научных работ, в том числе 4 монографий. Имеет 13 свидетельств и патентов на изобретения.
Скончался 26 ноября 2010 года в Екатеринбурге. Похоронен на Широкореченском кладбище.

## Основные труды
- Михельсон В. А., Николаев Э. К., Егоров В. М. Нейролептанальгезия в хирургии детского возраста. — Свердловск: Средне-Уральское кн. изд-во, 1984. — 190 с.
- Николаев Э. К., Давыдова Н. С., Азин А. Л. Клинические и физиологические аспекты регуляции мозгового кровотока в анестезиологии и реаниматологии. — Свердловск: Изд-во Урал. ун-та, 1991. — 88 с.
- Баньков В. И., Макарова Н. П., Николаев Э. К. Низкочастотные импульсные сложномодулированные электромагнитные поля в медицине и биологии: (Эксперим. исслед.). — Екатеринбург: Изд-во Урал. ун-та, 1992. — 98 с.
- Николаев Э. К. К 100-летию наркоза на Урале: актовая речь 24 мая 1995 года. — Екатеринбург, 1996.
- Николаев Э. К. Федор Родионович в моей жизни // Хирург Федор Богданов: к столетию со дня рождения / под ред. профессора Э. К. Николаева. — Екатеринбург: СВ-96, 2000. — С. 126—136.
- Николаев Э. К. Хирург, учёный, ректор // Хирург Алексей Зверев: к столетию со дня рождения / под ред. Э. К. Николаева. — Екатеринбург: СВ-96, 2005. — С. 87-101.